# Tramvajová trať Most–Litvínov

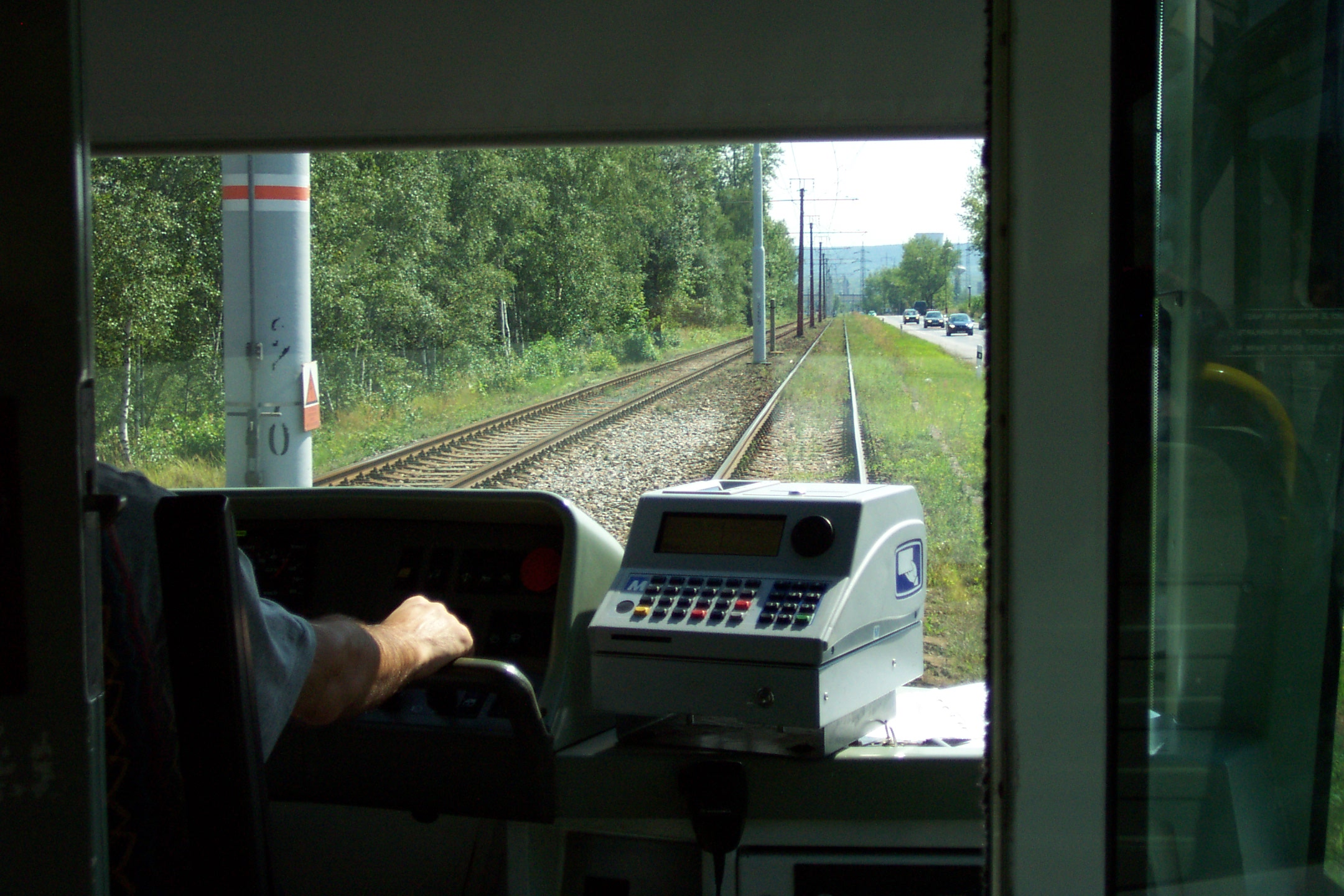
Trať nedaleko Litvínova

Tramvajová trať Most–Litvínov tvoří základ tramvajové sítě, jež se nachází mezi těmito dvěma městy. Je rychlodrážního charakteru a celá dvoukolejná. Kolejový svršek má v celé délce tratě otevřený.

## Historie
Tato tramvajová trať vznikla v 50. letech 20. století; nahradila předchozí úzkokolejnou trať vedenou více východně obcemi, jež nakonec podlehly povrchové těžbě hnědého uhlí. Její historie začala roku 1950, kdy byly zpracována studie ohledně rozvoje MHD na Mostecku. Ta již počítala se zřízením trati s rozchodem 1435 mm. Navíc bylo též nutné nahradit nevyhovující trolejbusovou síť, jež v této době jako jediná zajišťovala dopravní obsluhu závodů v Záluží.
S výstavbou rychlodráhy se začalo 1. dubna 1952, stavělo se směrem od Litvínova k Mostu. První část trati k Záluží byla cestujícím zprovozněna k 1. dubnu 1957, tedy po pěti letech výstavby. Touto dobou již místní dopravce vlastnil první normálněrozchodné tramvaje – jednalo se o vozy typu T (Tatra T1 a T2), jež byly schopné provozu na nové trati. Prodloužení trati dále na jih, do Mostu, bylo dokončeno teprve až 30. prosince 1957. Na tento úsek navázala postupně i litvínovská městská trať, a další tratě i v novém Mostě, jež byl nedlouho po otevření této trati budován. V současné době je tak meziměstská trať tou historicky nejstarší funkční.
V letech 2021–2023 byl během úplné výluky zrekonstruován úsek mezi zastávkami Záluží, Chemopetrol a Litvínov, nádraží. Stavba byla zahájena 1. dubna 2021, provoz byl obnoven 1. května 2023. Během té doby nebyl v provozu ani navazující úsek v Litvínově do konečné Citadela. Od 1. září 2022 byla současně doprava vyloučena i ve zbývajícím úseku tratě z Mostu k Chemopetrolu, neboť byla rekonstruována také tramvajová smyčka v Záluží.

## Zastávky
Zastávky na trati jsou budovány tak, aby umožnily vysoký obrat cestujících, mnohé z nich jsou propojené podchody či zastřešené. U zastávky Chemopetrol se nachází smyčka, na které je možné obracení vlaků; a to jak ve směru z Mostu, tak i z Litvínova.
Zastávky na této trati jsou následující:
- Most, Chomutovská (na znamení, jen pro spoje od nádraží/k nádraží)
- Most, Souš
- Most, sídliště ČD (na znamení)
- Most, rozcestí Kopisty (dříve Cesta do Kopist)
- Záluží, Důl Julius IV (na znamení)
- Záluží, zdravotní středisko
- (otočka Chemopetrol)
- Záluží, CHEMOPETROL
- Záluží, Petrochemie
- Záluží, areál Hlubina (dříve Doly Hlubina) (na znamení)
- Litvínov, Báňské stavby (na znamení)
- Litvínov, nádraží (do roku 2021 zde byla kolejová spojka do železniční stanice Litvínov)
- Litvínov, Mostecká ulice (pouze služební zastávka)
- Litvínov, obchodní dům
- Litvínov, poliklinika
- Litvínov, Technické služby (na znamení)
- Litvínov, stadion
- Litvínov, u dílen (na znamení)
- Litvínov, Citadela